# گنایوس کورنلیوس اسکیپو
گنایوس کرنلیوس اسکیپو ژنرال و اشراف زاده رومی در جریان نبرد دوم پونیک بود.وی همچنین برادر پابلیوس کرنلیوس اسکیپو و عموی اسکیپوی آفریقایی بود.
او در نبرد دوم پونیک توانست با مبارزه در شرق شبه جزیره ایبری از رسیدن قوای کمکی به هانیبال جلوگیری کند.